# Nachal Ašalim
Nachal Ašalim (hebrejsky: נחל אשלים, arabsky: Vádí al-Tarefa) je vádí v Izraeli.
Nachází se v severovýchodní části Negevské pouště. Pramení v nadmořské výšce 484 metrů poblíž průmyslového areálu Dead Sea Works východně od města Dimona. Směřuje pak k východu, přičemž prudce klesá údolím s vodopádem do příkopové propadliny u Mrtvého moře, do kterého ústí v jeho jižní části.

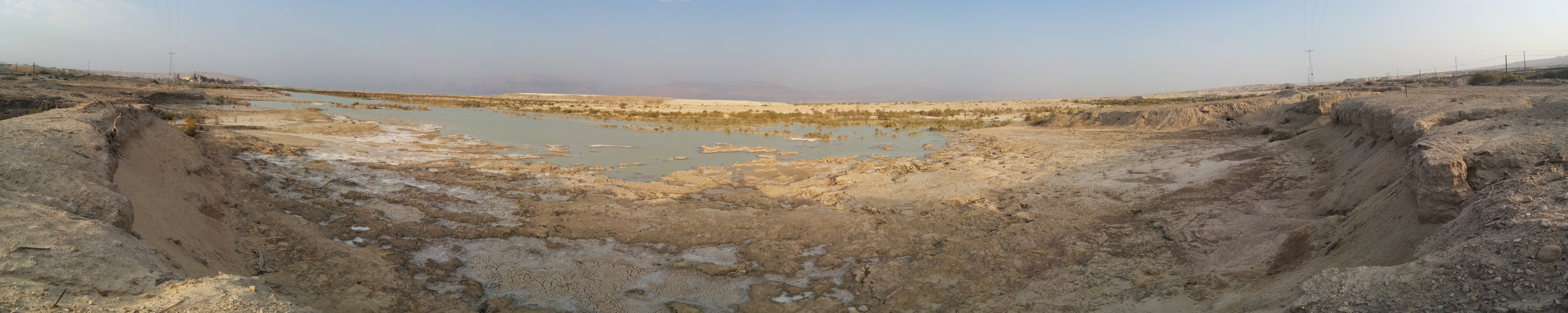
Vodní plocha v údolí Ašalim znečištěná z Rotem Amfert Negev